# Kult
Kult este o trupă de muzică rock alternativ poloneză formată în Varșovia, în 1982, de Kazimierz Staszewski și Piotr Wieteska.

## Componență
Membri actuali
- Kazimierz Staszewski – texte, voce , saxofon (din 1982)
- Piotr Morawiec – chitară, banjo (1982; 1983-1987; 1988-1989; din 1989)
- Janusz Grudziński – clape, chitară, violoncel, vibrafon (1982-1987; 1989-1998; din 1999)
- Ireneusz Wereński – chitară bas (din 1986)
- Tomasz Goehs – baterie (din 1998)
- Janusz Zdunek – trompetă (din 1998)
- Tomasz Glazik – saxofon (din 2003)
- Wojciech Jabłoński – chitară (din 2008)
- Jarosław Ważny – trombon (din 2008)

Foști membri
- Piotr Wieteska – chitară bas (1982-1986)
- Tadeusz Bagan – chitară (1982)
- Dariusz Gierszewski – baterie (1982)
- Norbert Kozakiewicz – baterie (1982-1983)
- Alek Januszewski – chitară (1982)
- Piotr Klatt – chitară (1983)
- Jacek Szymoniak – clape, trompetă (1983-1986)
- Tadeusz Kisieliński – baterie (1984-1988)
- Paweł Szanajca – saxofon (1986-1988)
- Sławomir Pietrzak – chitară (1987-1989)
- Piotr Falkowski – baterie (1988-1989)
- Rafał Kwaśniewski – chitară (1988-1989)
- Krzysztof Banasik – chitară, clape (1988-2008)
- Mariusz Majewski – baterie (1989-1991)
- Andrzej Szymańczak – baterie (1991-1998)
- Jacek Rodziewicz – clape, saxofon (1998-1999)

## Discografie

### Albume de studio
- Kult (1987)
- Posłuchaj to do ciebie (1987)
- Spokojnie (1988)
- Kaseta (1989)
- 45-89 (1991)
- Your Eyes (1991)
- Tata Kazika (1993)
- Muj wydafca (1994)
- Tata 2 (1996)
- Ostateczny krach systemu korporacji (1998)
- Salon Recreativo (2001)
- Poligono Industrial (2005)
- Hurra (2009)
- Prosto (2013)
- Wstyd (2016)
- Wstyd. Suplement 2016 (2016)
- Ostatnia płyta (2021)

### Discuri single
| 1986                          | Piloci / Do Ani                                    | 11/1 | —  |
| 1990                          | 45-89                                              | –    | —  |
| 1998                          | Panie Waldku, Pan się nie boi czyli lewy czerwcowy | 1    | 6  |
| 1998                          | Komu bije dzwon                                    | 1    | 1  |
| 1998                          | Gdy nie ma dzieci                                  | 1    | 1  |
| 1998                          | Dziewczyna bez zęba na przedzie                    | 1    | 4  |
| 2001                          | Brooklyńska Rada Żydów                             | 3    | 8  |
| 2001                          | Łączmy się w pary, kochajmy się                    | 8    | 18 |
| 2003                          | Kazelot                                            | –    | —  |
| 2005                          | Kocham cię a miłością swoją                        | 4    | 18 |
| 2006                          | Pan Pancerny                                       | 20   | 20 |
| 2009                          | Marysia                                            | 1    | 7  |
| 2010                          | Karinga – Hurra! Suplement                         | 6    | —  |
| 2013                          | Prosto                                             | 1    | —  |
| „—” poziția nu a fost notată. |                                                    |      |    |

### Single-uri
| An   | Titlu                             | Poziția în listă           |
| An   | Titlu                             | The Radio Three Chart, LP3 |
| ---- | --------------------------------- | -------------------------- |
| 1985 | Piosenka młodych wioślarzy        | 15                         |
| 1987 | Krew Boga                         | 1                          |
| 1987 | Hej, czy nie wiecie               | 1                          |
| 1987 | Whenever I Go I Wanna Go With You | 25                         |
| 1988 | Arahja                            | 1                          |
| 1988 | Niejeden                          | 4                          |
| 1989 | Patrz!                            | 7                          |
| 1990 | Oni chcą ciebie                   | 15                         |
| 1990 | Wysłannik                         | 16                         |
| 1991 | Parada wspomnień                  | 7                          |
| 1991 | Rząd oficjalny (Generał Ferreira) | 1                          |
| 1991 | 6 lat później                     | 3                          |
| 1992 | Marność                           | 5                          |
| 1992 | Polska                            | 4                          |
| 1992 | Czterej głupcy                    | 14                         |
| 1992 | Czarne słońca                     | 4                          |
| 1992 | Dziewczyna się bała pogrzebów     | 15                         |
| 1993 | Baranek                           | 7                          |
| 1993 | Królowa życia                     | 14                         |
| 1993 | Marianna                          | 29                         |
| 1994 | Oczy niebieskie                   | 9                          |
| 1994 | Lewe Lewe Loff                    | 11                         |
| 1994 | Psalm 151                         | 47                         |
| 1995 | Dziewczyna o perłowych włosach    | 21                         |
| 1996 | Jeśli zechcesz odejść - odejdź    | 5                          |
| 2006 | Pan Pancerny                      | 20                         |
| 2010 | Arahja (Unplugged)                | 3                          |
| 2010 | Amnezja                           | 1                          |
| 2011 | Mieszkam w Polsce (Unplugged)     | 6                          |
| 2013 | Układ zamknięty                   | 1                          |
| 2014 | Dzisiaj jest mojej córki wesele   | 5                          |
| 2014 | Prosto                            | 1                          |